# Bisdom Kandi

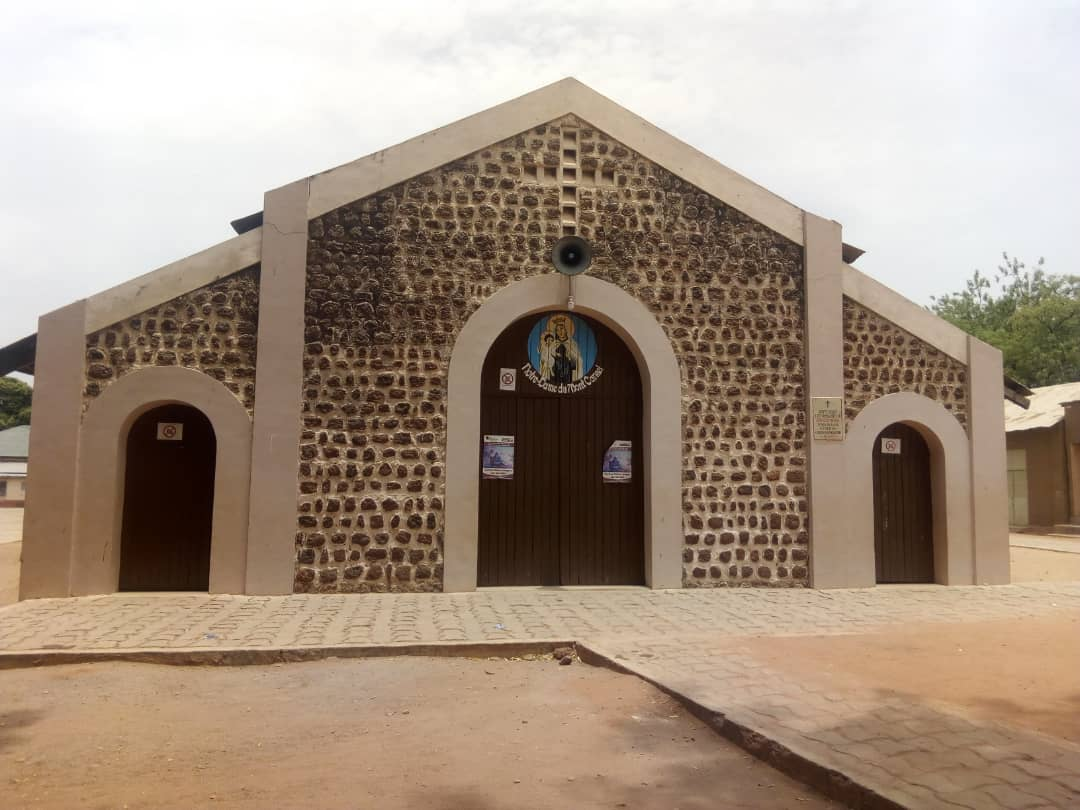
Kathedraal van Kandi

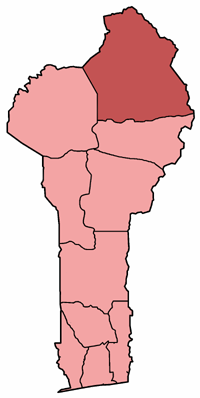
Het bisdom binnen Benin

Het Bisdom Kandi (Latijn: Dioecesis Kandina) is een rooms-katholiek bisdom in Benin. Het maakt onderdeel uit van de kerkprovincie Parakou en werd opgericht in 1994. De zetelkerk is sinds 2014 de kathedraal Notre-Dame du Mont Carmel van Kandi.
Het bisdom heeft een oppervlakte van 26.242 km² en beslaat het departement Alibori in het noordoosten van het land. In 2021 telde het bisdom ongeveer 33.000 katholieken op een totale bevolking van 1.389.000, of 2,4% van de bevolking. De meerderheid van de bevolking is er moslim. Het bisdom telde in 2021 14 parochies bediend door 27 diocesane priesters.

## Geschiedenis
Een eerste katholieke missiepost in Kandi werd geopend in 1937. Op 19 december 1994 werd het bisdom opgericht. Het gebied viel voorheen onder het bisdom Parakou. Aanvankelijk viel Kandi onder de kerkprovincie Cotonou, maar met de verheffing van Parakou tot aartsbisdom in 1997 kwam Kandi onder deze nieuwe kerkprovincie.

## Bisschoppen
- Marcel Honorat Léon Agboton (1994-2000)
- Clet Feliho (2000-)